# جوردي
جوردي (بالإنجليزية: Gordy)‏ هو فيلم عائلي كوميدي أمريكي من صنف المغامرات، تم إنتاجه عام 1994، كتبه ليزلي ستيفنز، وتم إخراجه من قبل مارك لويس.

## طاقم التمثيل
- دوغ ستون
- جاستن جارمز
- توم ليستير
- ديبورا هوبارت
- مايكل روشر
- هاميلتون كامب
- جيمس دوناديو
- جوسلين بلو

## التقييم
تلقى الفيلم نسبة تأييد 20% من المراجعات على موقع الطماطم الفاسدة بنائاً على 20 مراجعة نقدية، مع متوسط تقييم 10/4.2.

## روابط خارجية
- جوردي على موقع IMDb (الإنجليزية)
- جوردي على موقع روتن توميتوز (الإنجليزية)
- جوردي على موقع نتفليكس (الإنجليزية)
- جوردي على موقع ألو سيني (الفرنسية)
- جوردي على موقع Turner Classic Movies (الإنجليزية)
- جوردي على موقع أول موفي (الإنجليزية)
- جوردي على موقع بوكس أوفيس موجو (الإنجليزية)
- جوردي على موقع فيلمافينيتي (الإسبانية)
- جوردي على موقع قاعدة بيانات الأفلام السويدية (السويدية)
- جوردي على موقع قاعدة بيانات الفيلم (الإنجليزية)